# Soteapan, Veracruz
Soteapan là một đô thị thuộc bang Veracruz, México. Năm 2005, dân số của đô thị này là 28104 người.